# Конвой O-706
Конвой O-706 — японський конвой часів Другої світової війни, проведення якого відбувалось у грудні 1943-го — січні 1944 року.
Конвой сформували для проведення групи суден із Рабаула (головна передова база японців на острові Нова Британія, з якої провадились операції на Соломонових островах та сході Нової Гвінеї) до Палау — важливого транспортного хабу на заході Каролінських островів.
До складу конвою увійшли транспорти «Хідака-Мару», «Ширанесан-Мару», «Рйюя-Мару» (Ryua Maru), «Харуна-Мару», «Хоккай-Мару» та «Кошу-Мару № 3». Ескорт складався з мисливців за підводними човнами CH-33 та CH-39.
Уранці 27 грудня 1943 року судна вийшли з Рабаула та попрямували на північний захід. Хоча у цей період конвої до чи з архіпелагу Бісмарка були вже об'єктами атак не лише підводних човнів, а й авіації, проте O-706 зміг безперешкодно пройти по своєму маршруту та 3 січня 1944 року прибув до Палау.
Утім, уже у наступному переході з Палау загинуть два судна з колишнього конвою O-706 — «Хідака-Мару» (коли йтиме у складі конвою FU-905 до Японії з вантажем прийнятих на Палау бокситів) та «Харуна-Мару» (внаслідок зіткнення з іншим судном конвою № 2517, який прямував до Балікпапану на Борнео).